# 359 هـ
359 هـ هي سنة في التقويم الهجري امتدت مقابلةً في التقويم الميلادي بين سنتي 969 و970.

## مواليد
- الشريف الرضي
- القاضي عبد الجبار

## وفيات
- أبو الحسن الصيرفي
- ابن القطان